# Holendry (województwo lubelskie)
Holendry – wieś w Polsce położona w województwie lubelskim, w powiecie chełmskim, w gminie Dubienka.
W latach 1975–1998 miejscowość administracyjnie należała do województwa chełmskiego. 
Wieś stanowi sołectwo (zobacz jednostki pomocnicze gminy Dubienka). Według Narodowego Spisu Powszechnego (III 2011 r.) liczyła 33 mieszkańców i była jedenastą co do wielkości miejscowością gminy Dubienka.
Wierni Kościoła rzymskokatolickiego należą do parafii Trójcy Przenajświętszej w Dubience.